# 1507 Васа
1507 Vaasa је астероид главног астероидног појаса са средњом удаљеношћу од Сунца која износи 2,330 астрономских јединица (АЈ).
Апсолутна магнитуда астероида је 12,9.